# Сьояхинське сільське поселення
Сьояхи́нське сільське поселення (рос. Сёяхинское сельское поселение) — сільське поселення у складі Ямальського району Ямало-Ненецького автономного округу Тюменської області Росії.
Адміністративний центр та єдиний населений пункт — село Сьояха.
Населення сільського поселення становить 2714 осіб (2017; 2605 у 2010, 2337 у 2002).
Станом на 2002 рік існувала Сьояхинська сільська рада (селища Дровяний, Сабетта, Сьояха, Тамбей, село Мордияха), пізніше селище Тамбей опинилось на міжселенній території. Селище Дров'яний, село Мордияха, присілок Сабетта були ліквідовані 6 жовтня 2006 року.

## Склад
До складу сільського поселення входять:
| Населений пункт   | Населення, осіб (2002) | Населення, осіб (2010) | Населення, осіб (2017) |
| ----------------- | ---------------------- | ---------------------- | ---------------------- |
| Дров'яний, селище | 0                      | -                      | -                      |
| Мордияха, село    | 0                      | -                      | -                      |
| Сьояха, село      | 2318                   | 2605                   | 2714                   |
| Сабетта, присілок | 19                     | -                      | -                      |